# 留川一路
留川 一路（とめかわ いちろ、1854年3月17日（安政元年2月19日） - 没年不詳）は日本基督教会の牧師である。
山脇藤吉、ブンの次男として、豊前国中津（現・大分県中津市）に生まれ、留川家の養子になる。留川家の家督を継ぐ。中津藩の儒学の大久庭家塾をへて、1872年（明治5年）より、3年間藩校の修徳館で、英語と数学を学んだ。続いて、1875年（明治8年）秋にヘンリー・スタウトの塾に入り英語を学ぶ。スタウトの家庭礼拝に出て、スタウトから聖書を学ぶ。1876年（明治9年）頃スタウトの影響でキリスト教に入信し、1876年12月25日に長崎一致教会（現・日本基督教団長崎教会）でスタウトから洗礼を受ける。
伝道者を志して、1879年（明治12年）11月東京一致神学校に入学する。
1880年（明治13年）4月東京中会で伝道師に認定される。1881年（明治14年）には神学校を卒業し、1882年（明治15年）按手礼を受けて正教師になる。鹿児島教会（現・日本基督教団鹿児島教会）、長崎教会（現・日本基督教団長崎教会）、久留米教会の牧師を歴任する。
1890年（明治23年）12月広島教会に赴任する。1894年（明治27年）伝道局員に任命され、1895年（明治28年）長府教会、1897年（明治30年）に佐賀、唐津、大分、柳河の各地で伝道する。
1917年（大正6年）には福岡県大川教会に赴任する。晩年は唐津市で余生を過ごしたと言われるが、没年は不詳である。